# Behgjet Pacolli
Behgjet Pacolli (* 30. srpna 1951, Marec, předměstí Prištiny v Jugoslávii) je bývalý kosovský prezident. Ve funkci byl od 22. února 2011, kdy nahradil prozatímního prezidenta Jakupa Krasniqiho, do 8. dubna 2011.
Z Kosova odešel v 70. letech do Německa a v roce 1976 se přestěhoval do Švýcarska. Vystudoval ekonomii na univerzitě v Hamburku a Curychu, specializace marketing a management. Působil ve vedení švýcarské společnosti Interplastica. V roce 1990 založil v Luganu stavební společnost Mabetex Project Engineering, základ současné Mabetex Group. Tato společnost se podílela na rekonstrukci moskevského Kremlu, budovy Dumy či budování Astany. Ve Švýcarsku byl obviněn z praní špinavých peněz a z účasti ve zločinecké organizaci, neboť měl předat úplatek 4 miliony dolarů ruským úředníkům. Ruská prokuratura zastavila v této souvislosti v roce 2000 stíhání firmy Mabetex.
V roce 2006 založil stranu Aliance pro nové Kosovo, za níž se stal v roce 2007 poslancem kosovského parlamentu. V současnosti[kdy?] zastává post předsedy strany.[zdroj⁠?!]
Je podruhé ženatý (manželka Maria, první byla italská zpěvačka Anna Oxa), má čtyři děti. Vyznáním je muslim.
30. března 2011 jej Ústavní soud odvolal pro nezákonnost při zvolení.